# Cornelis Ketel
Cornelis ou Cornelius Ketel, né à Gouda le 18 mars 1548, mort à Amsterdam le 8 août 1616, est un peintre maniériste néerlandais.

## Biographie
Cornelis Ketel, né le 18 mars 1548 à Amsterdam, est l'enfant naturel d'Elisabeth Jacobsdr Ketel et du collectionneur d'art Govert Jans van Proyen.
Il est l'élève de son oncle Cornelis Jacobsz Ketel, mort en 1568 et d'Antoine Blocklandt, mort à Delft en 1565.
Il part étudier en France de 1566 à 1567 où il est influencé par l'école de Fontainebleau, et qui lui donne le goût pour l'allégorie maniériste. Il part ensuite pour Londres à la cour des Tudor de 1573 à 1581, et reçoit l'honneur de peindre le portrait de la reine Élisabeth, ainsi que de divers notables et se spécialise dans le genre du portrait. 
Cornelis Ketel se marie en 1573 à Londres avec Aeltgen Gerrits de laquelle il a un fils, Raphaël, en 1581. Après la mort de son épouse en 1602, il se remarie en 1607 avec Aeltge Jans.
En 1599, Ketel développe une technique de peinture inhabituelle dans laquelle il utilise ses doigts, le pouce et même ses orteils. Selon les amateurs, ces portraits « sans pinceau » sont plus chauds et plus lisses pour certains, voire, pour beaucoup d'autres, tout à fait ridicules.
Cornelis Ketel a pour élève Wouter Crabeth (II), Pieter Isaacsz, Isaac Oseryn et Cornelis van der Voort.
Il retourne aux Pays-Bas vers 1581 et meurt à Amsterdam le 8 août 1616.

## Œuvre

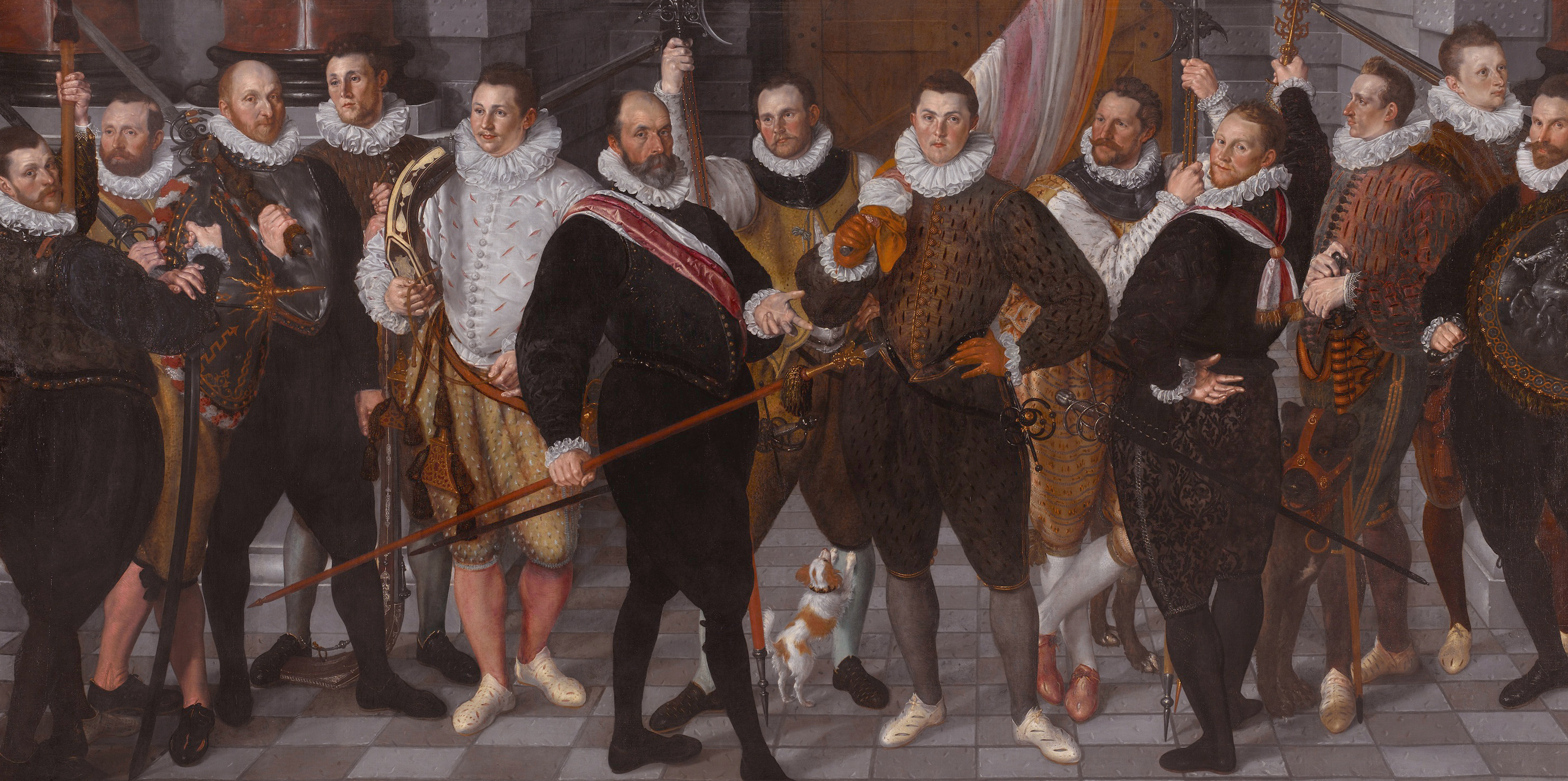
Arquebusiers-Compagnie du capitaine Rosecrans (1588)

Choix de quelques peintures conservées :
- Portrait de Thomas Pead, huile sur panneau, 1578[5] ;
- La Compagnie du Captaine Dirck Jacobsz Rosecrans, huile sur toile 208 x 410 cm, 1588[6] ;
- Dirck Barendsz, peintre (1534-92), huile sur toile, 1590[7] ;
- Allégorie sur la nature humaine, dessin plume et lavis, 1589-1594[8] ;
- L'Homme de 58 ans, huile sur bois, 1594[9] ;
- La dame de 54 ans, huile sur bois, 1594[9] ;
- Portrait of a Giant Porter, Royal Collection, Hampton Court Palace[10];
- Portrait d'homme avec un enfant, huile sur bois, musée des beaux-arts de Dijon.